# Temporada 2000 del Campeonato Mundial de Supersport
La Temporada 2000 del Campeonato Mundial de Supersport fue la segunda temporada del Campeonato Mundial de Supersport, pero la cuarta teniendo en cuenta las dos celebradas bajo el nombre de Serie Mundial de Supersport. La temporada comenzó el 23 de abril en Phillip Island y terminó el 15 de octubre en Brands Hatch después de 11 carreras.
El campeonato de pilotos fue ganado por Andrew Pitt con un total de 5 victorias. El campeonato de constructores fue ganado por Yamaha.

## Calendario y resultados
| Ronda | Fecha            | Ronda                       | Circuito         | Piloto Ganador       | Vuelta rápida     | Pole Position    |
| ----- | ---------------- | --------------------------- | ---------------- | -------------------- | ----------------- | ---------------- |
| 1     | 23 de abril      | Bandera de Australia        | Phillip Island   | Rubén Xaus           | James Whitham     | James Whitham    |
| 2     | 30 de abril      | Bandera de Japón            | Circuito de Sugo | Christian Kellner    | Jörg Teuchert     | James Whitham    |
| 3     | 14 de mayo       | Bandera del Reino Unido     | Donington        | Karl Muggeridge      | Stéphane Chambon  | James Whitham    |
| 4     | 21 de mayo       | Bandera de Italia           | Monza            | Rubén Xaus           | Paolo Casoli      | James Whitham    |
| 5     | 4 de junio       | Bandera de Alemania         | Hockenheim       | Paolo Casoli         | Jörg Teuchert     | James Whitham    |
| 6     | 18 de junio      | Bandera de San Marino       | Misano Adriatico | Paolo Casoli         | Christian Kellner | Jörg Teuchert    |
| 7     | 25 de junio      | Bandera de España           | Valencia         | Jörg Teuchert        | Christian Kellner | Jörg Teuchert    |
| 8     | 6 de agosto      |                             | Brands Hatch     | Karl Muggeridge      | Paolo Casoli      | Jörg Teuchert    |
| 9     | 3 de septiembre  | Bandera de los Países Bajos | Assen            | Stéphane Chambon     | Rubén Xaus        | Paolo Casoli     |
| 10    | 10 de septiembre | Bandera de Alemania         | Oschersleben     | Karl Muggeridge      | Stéphane Chambon  | Stéphane Chambon |
| 11    | 15 de octubre    | Bandera del Reino Unido     | Brands Hatch     | Piergiorgio Bontempi | Karl Muggeridge   | Jörg Teuchert    |

## Estadísticas

### Campeonato de pilotos
| Pos | Piloto               | Constructor     | Equipo                   | Pts |
| --- | -------------------- | --------------- | ------------------------ | --- |
| 1   | Jörg Teuchert        | Yamaha YZF-R6   | Alpha Technik Yamaha     | 136 |
| 2   | Paolo Casoli         | Ducati 748RS    | Ducati Infostrada        | 133 |
| 3   | Stéphane Chambon     | Suzuki GSX-R600 | Suzuki Alstare           | 133 |
| 4   | Christian Kellner    | Yamaha YZF-R6   | Alpha Technik Yamaha     | 122 |
| 5   | Karl Muggeridge      | Honda CBR600    | Ten Kate Honda           | 113 |
| 6   | Jamie Whitham        | Yamaha YZF-R6   | Yamaha Belgarda          | 104 |
| 7   | Rubén Xaus           | Ducati 748RS    | Ducati Infostrada        | 77  |
| 8   | Iain MacPherson      | Kawasaki ZX-6R  | Kawasaki Racing          | 74  |
| 9   | Fabrizio Pirovano    | Suzuki GSX-R600 | Suzuki Alstare           | 61  |
| 10  | Andrew Pitt          | Kawasaki ZX-6R  | Kawasaki Racing          | 60  |
| 11  | Massimo Meregalli    | Yamaha YZF-R6   | Yamaha Belgarda          | 58  |
| 12  | Piergiorgio Bontempi | Ducati 748R     | D.C.R. Pirelli           | 51  |
| 13  | Pere Riba            | Honda CBR 600F  | Castrol Honda            | 44  |
| 14  | Christophe Cogan     | Yamaha YZF-R6   | BKM Racing               | 42  |
| 15  | Werner Daemen        | Yamaha YZF-R6   | Yamaha Belgium           | 38  |
| 16  | Christer Lindholm    | Yamaha YZF-R6   | Dee Cee Jeans Racing     | 34  |
| 17  | Antonio Carlacci     | Yamaha YZF-R6   | GiMotorsport             | 28  |
|     | Cristiano Migliorati | Suzuki GSX-R600 | Metalsistem Endoug       | 28  |
| 19  | Fabien Foret         | Ducati 748R     | D.C.R. Pirelli           | 23  |
|     | Wilco Zeelenberg     | Yamaha YZF-R6   | Dee Cee Jeans Racing     | 23  |
| 21  | Chris Vermeulen      | Honda CBR 600F  | Castrol Honda            | 16  |
| 22  | Karl Harris          | Suzuki GSX-R600 | Metalsistem Endoug       | 14  |
| 23  | William Costes       | Honda CBR600    | Honda France Elf         | 13  |
|     | Adam Fergusson       | Honda CBR600    | Mobil Honda Racing       | 13  |
|     | Jim Moodie           | Yamaha YZF-R6   | V&M Racing               | 13  |
| 26  | Shinya Takeishi      | Honda CBR 600F  | Castrol Honda            | 10  |
| 27  | Franco Brugnara      | Yamaha YZF-R6   | GiMotorsport             | 9   |
| 28  | Michele Malatesta    | Suzuki GSX-R600 | Monza Corse              | 8   |
|     | Stefan Nebel         | Yamaha YZF-R6   | Fujifilm Karthin Racing  | 8   |
|     | Harry Van Beek       | Yamaha YZF-R6   | Yamaha Motors Nederland  | 8   |
| 31  | Vittorio Iannuzzo    | Yamaha YZF-R6   | Lorenzini-Team Italia    | 7   |
| 32  | Norino Brignola      | Yamaha YZF-R6   | Lorenzini by Leoni       | 6   |
|     | Stefano Cruciani     | Ducati 748      | Team Rox                 | 6   |
|     | James Ellison        | Honda CBR600    | Ten Kate Honda           | 6   |
| 35  | Yves Briguet         | Ducati 748      | D.F.X. Racing            | 5   |
| 36  | Ichiro Asai          | Ducati 748R     | Foundation               | 3   |
|     | Kyro Verstraeten     | Yamaha YZF-R6   | Yamaha Belgium           | 3   |
| 38  | Fabio Capriotti      | Yamaha YZF-R6   | Lorenzini-Team Italia    | 2   |
|     | Gary Mason           | Kawasaki ZX-6R  | Mason Motorsport         | 2   |
|     | Chad Turnbull        | Kawasaki ZX-6R  | Turnbull Kawasaki Racing | 2   |
| 41  | Igor Jerman          | Ducati 748RS    | TDC Desenzano Corse      | 1   |
|     | David Muscat         | Ducati 748      | D.F.X. Racing            | 1   |
|     | Dean Thomas          | Ducati 748      | D&E Ducati Racing UK     | 1   |
|     | Walter Tortoroglio   | Ducati 748      | D.F.X. Racing            | 1   |

### Campeonato de constructores
| Pos | Constructor | Pts |
| --- | ----------- | --- |
| 1   | Yamaha      | 225 |
| 2   | Ducati      | 186 |
| 3   | Suzuki      | 165 |
| 4   | Honda       | 155 |
| 5   | Kawasaki    | 98  |